# Rubus sanctus
Espèce
Rubus sanctus est une espèce de plantes à fleurs de la famille des Rosacées.
C'est une plante ligneuse que l'on trouve en Crète, en Israël, et notamment au Sinaï, en Égypte, où elle est révérée comme le buisson ardent de la Bible.
On trouve les ellagitanins 3,6-di-O-cafféoylglucose, 1-O-cafféoylxylose et 2,3-O-hexahydroxydiphénoyl-4,6-O-sanguisorboyl-(α/β)-glucose, un composé comportant le motif de l'acide sanguisorbique dans sa structure, dans Rubus sanctus.